# Riccardo Caracciolo
Riccardo Caracciolo (Napoli, ... – Napoli, 18 maggio 1395) è stato un nobile italiano, Gran Maestro dell'Ordine di Malta.

## Biografia
Discendente dalla nobile famiglia napoletana, Riccardo Caracciolo entrò nell'Ordine degli Ospitalieri in un periodo di profonda crisi per il mondo cristiano.
Era infatti quello il periodo buio dello scisma d'Occidente caratterizzato dall'elezione in contemporanea di due papi, Urbano VI considerato legittimo e residente a Roma e Clemente VII illegittimo ad Avignone.
Francia, Scozia, Castiglia, Aragona, Danimarca, Navarra, Norvegia, Portogallo, Savoia e un piccolo numero di stati tedeschi riconobbero Clemente VII nel ruolo di vero pontefice, mentre Inghilterra, gran parte della Germania, Irlanda, Fiandre e l'Italia (ad eccezione di Napoli) riconobbero Urbano VI.
In questo clima scismatico, il Gran Maestro dell'Ordine dell'epoca, Juan Fernández de Heredia scelse di appoggiare Clemente VII, schierandosi quindi contro Urbano VI. Una parte dei cavalieri, dunque, non intenzionati a seguire la direttiva del Gran Maestro elessero a loro rappresentante Riccardo Caracciolo nel 1383, il quale apertamente aveva manifestato la propria simpatia per Urbano VI, considerando come eretico ed abdicatario il de Heredia.
Il ruolo del Caracciolo, però, fu quantomai solo rappresentativo e non si occupò mai attivamente di prendere le redini del potere dell'Ordine e sostanzialmente de Heredia continuò ad esercitare il proprio potere sull'intera organizzazione.
Alla morte di Riccardo Caracciolo nel 1395, però, la situazione sembrò rientrare nella normalità: nessun anti-gran maestro venne eletto e sino all'anno successivo continuò a governare Juan Fernandez de Heredia alla morte del quale nel 1396, venne ripresa la regolare elezione dei rappresentanti dell'Ordine Ospitaliero.